# Baleja discordans
Baleja discordans är en insektsart som beskrevs av Young 1977. Baleja discordans ingår i släktet Baleja och familjen dvärgstritar. Inga underarter finns listade i Catalogue of Life.